# 特殊大量殺人機
「特殊大量殺人機」（とくしゅたいりょうさつじんき）は、星新一の短編SF小説である。初出は「小説新潮」1968年7月号。
特殊大量殺人機を開発した博士と助手の悲喜劇である。

## あらすじ
エフ博士は陽子振動式・特殊選択的・遠隔作用・大量殺人機を開発した。博士は機械の性能をテストするため、死刑が確定し救済方法の無い囚人を殺した。2日後に死刑囚が一斉に死亡したというニュースが流れ、テストは成功した。次に、博士と助手は「死刑囚以上に凶悪にして、罰をまぬがれている人」をこの機械で殺した。
助手は大喜びし、さらなる悪人の抹殺を提案するが、博士はそれを戒め機械を封印しようとする。しかし資金がないため、新たな装置を開発するための資金を集めることにする。
博士は財界関係者を相手に資金の支援を求めようとしたが、新手の詐欺だと思われ相手にされず、それに怒った博士は装置の発明者を騙る者を抹殺し、自らが装置の発明者であることを明らかにする。そして会場に来た人たちに金を出すよう迫り、装置を破壊したら自動的に作動すると脅す。しかし、彼らは産業スパイを通じて情報を入手し、すでに同様の装置を入手していた。博士は産業スパイを抹殺しようとするが、産業スパイ同業組合が現れ、殺人機を入手し、財界関係者と発明者への即時報復体制を整えた。
博士は逆探知装置を公開し、殺人機を持った人に圧迫される側に教えることにした。結果として、特殊大量殺人機は爆発的に普及し、政府、与党、野党、与党内の各派閥など主義や宗教で対立するグループにたちまち広がった。変な目で見られたり、恨みを持たれたりすることの多い職業やグループに早く広がり、一匹狼主義者の組合や魔法祈禱師のグループなど、ありとあらゆるグループが殺人機を備え付け、即時報復の体制を取った。
そして、挙句の果てにはチンパンジーや猫など、動物に対しての攻撃も報復の対象となっていった。

## 収録書籍
- 『午後の恐竜』 1968年、早川書房
- 『白い服の男』 1974年、早川書房（ハヤカワ文庫） - 『午後の恐竜』を文庫化の際に2分冊したもの
- 『星新一の作品集 第9巻』 1975年、新潮社
- 『白い服の男』 1977年、新潮社（新潮文庫） - 1974年ハヤカワ文庫版に同
- 『星新一ショートショート1001 2 1968〜1973』 1998年、新潮社